# Glastonbury Tor
Koordinaten: 51° 8′ 41″ N, 2° 41′ 55″ W

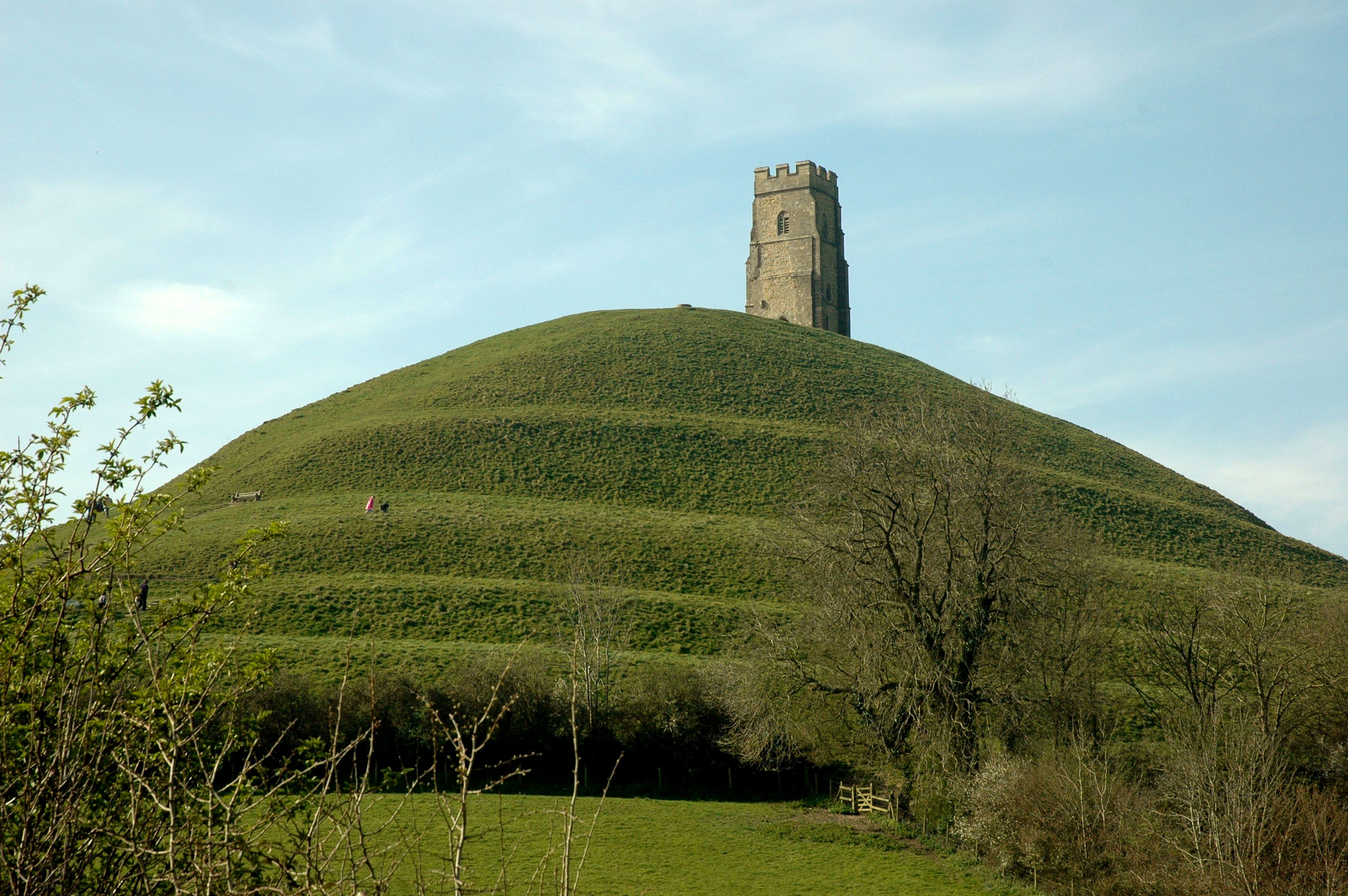
Glastonbury Tor

Glastonbury Tor (keltisch: Twr Avallach; Tor bedeutet Berg, Erde) ist ein 158 m hoher, tropfenförmiger Hügel in Glastonbury (England). Tor ist ein Wort keltischen Ursprungs, das „konischer Hügel“ bedeutet. Aufgrund der strategisch günstigen Lage siedelten zunächst Kelten auf dem Tor. Später besetzten Römer den Hügel. Auf der Spitze steht der restaurierte Turm der Kirche St Michael’s aus dem 14. Jahrhundert. Der Tor wird vom National Trust for Places of Historic Interest or Natural Beauty gepflegt. 

## Lage und Gestalt

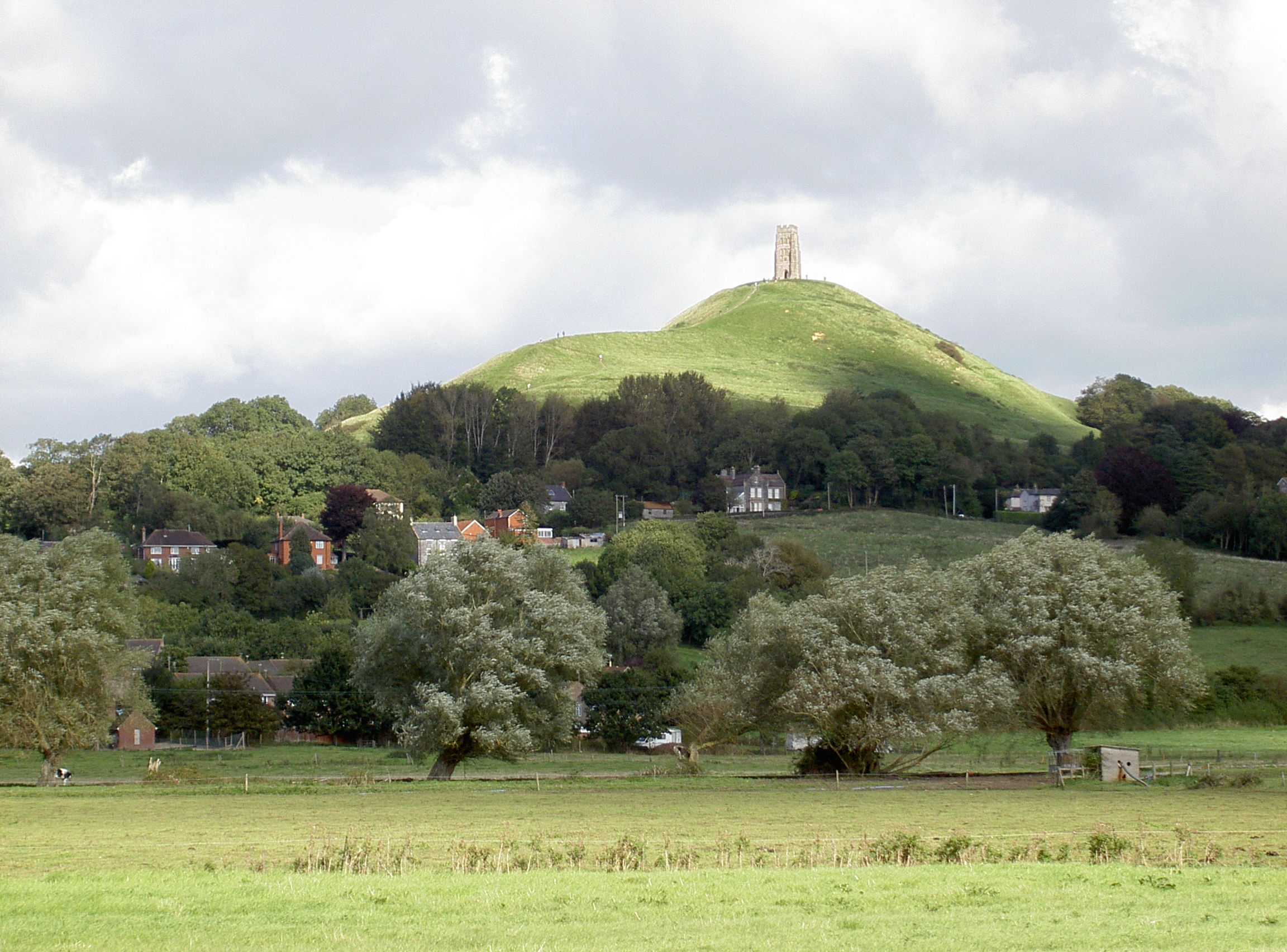
Glastonbury Tor in den Summerland Meadows

Der Hügel hat eine auffallende Lage mitten in einer Ebene, den Summerland Meadows, einem Teil der Somerset Levels. Die Ebene ist urbar gemachtes Sumpfland, aus dem der Tor inselartig herausragt, tatsächlich aber eine Halbinsel bildet, die von drei Seiten vom Fluss Brue umflossen wird.
Die Abhänge des Tor sehen regelmäßig terrassiert aus. Einige glauben, dass diese Form die Reste eines alten, vielleicht neolithischen heiligen Labyrinths sind, während andere die Terrassen für natürliche Furchen halten, die überall auf grasbewachsenen Hängen von Generationen grasender Tiere geformt werden, die nur langsam wieder verschwinden, wenn die Grasdecke nicht zerstört wird.

## Geschichte
Einige neolithische Feuersteinwerkzeuge wurden auf der Spitze des Hügels gefunden. 1892 wurden die Reste einer Ortschaft entdeckt, anhand derer gezeigt werden konnte, dass eine keltische Besiedlung bereits um 300 bis 200 v. Chr. stattfand. Es gibt Beweise für hölzerne Hütten bereits in der keltischen Zeit. Damals war die Ebene geflutet, die Ortschaft war eine leicht zu verteidigende Insel im Moor (bei Ebbe wurde die Insel zur Halbinsel). Erdarbeiten und römische Reste belegen eine spätere Besetzung. Der keltische Name des Tor war Ynis Witrin, das heißt „Glasinsel“. Von den Briten scheint dieser Flecken Ynys yr Afalon genannt worden zu sein, vielleicht das Avalon der Artussage. 
Reste einer Festung aus dem 5. Jahrhundert wurden auf dem Tor gefunden. Diese wurde durch die mittelalterliche Kirche St. Michael’s ersetzt, die bis 1275 dort stand. Eine zweite Kirche, gebaut in den 1360er Jahren, stand nur bis zur Auflösung der englischen Klöster 1539. Die Ruine des Turms von St. Michael’s wurde in moderner Zeit restauriert.
Eine Nachbildung war Teil der Eröffnungsfeier der Olympischen Sommerspiele 2012 in London. Unter anderem fanden die Fahnen der Teilnehmernationen Platz auf dem Hügel.

## Mythologie
In der keltischen Mythologie wurde das Tor mit Gwynn fab Nudd in Verbindung gebracht, dem obersten Herrn der Unterwelt und späteren König des Feenvolkes der Tylwyth Teg. Vom Tor glaubte man, er sei der Eingang zu Annwn oder Avalon, dem Land der Feen. Die mystische Bedeutung des Ortes setzte sich im Mittelalter fort, als hier eine jährliche Tor Fair gefeiert wurde. Später wurden der Tor, die Befestigungsanlage aus dem 5. Jahrhundert und der Name Avalon mit dem legendären König Artus in Verbindung gebracht.

## Geologie
Der Tor wurde gespeist von den eisenhaltigen Wassern der Chalice Well, einer Quelle, die Millionen von Jahren existierte, den Sandstein rundum mit Eisenoxiden imprägnierte und zudem für eine wachsende Höhe sorgte. Als der umgebende weiche Sandstein langsam erodiert war, hatte Glastonbury Tor seine Gestalt angenommen.